# 奥波基农村居民点
奥波基农村居民点（俄语：Сельское поселение Опокское）是俄罗斯联邦沃洛格达州大乌斯秋格区所属的一个农村居民点。其下辖有23个居民点，行政中心为波尔达尔萨。据2015年统计，该农村居民点的人口为1244人。